# Cabo Point
El cabo Point (en inglés: Cape Point) es un cabo situado en la esquina sudeste de la península del Cabo. Es una zona montañosa que se extiende unos 30 km de norte a sur hasta la punta extrema suroeste de África dentro de la República de Sudáfrica. La montaña de la Mesa y la ciudad del Cabo están próximas al norte de esta península.

## Encuentro de océanos
De forma equívoca se cree que el cabo Point es el lugar donde se encuentran las corrientes oceánicas de Benguela (corriente fría proveniente del sur del Atlántico) y Agujas (corriente cálida proveniente del océano Índico). De hecho, el punto de encuentro varía y normalmente se encuentran entre cabo Agulhas y cabo Point. La unión de las dos corrientes crea el microclima de ciudad del Cabo y sus alrededores. Aunque no hay efectos visuales del encuentro de las corrientes si que genera mar gruesa y remolinos, muy peligrosa históricamente para los navegantes.

## Galería de imágenes

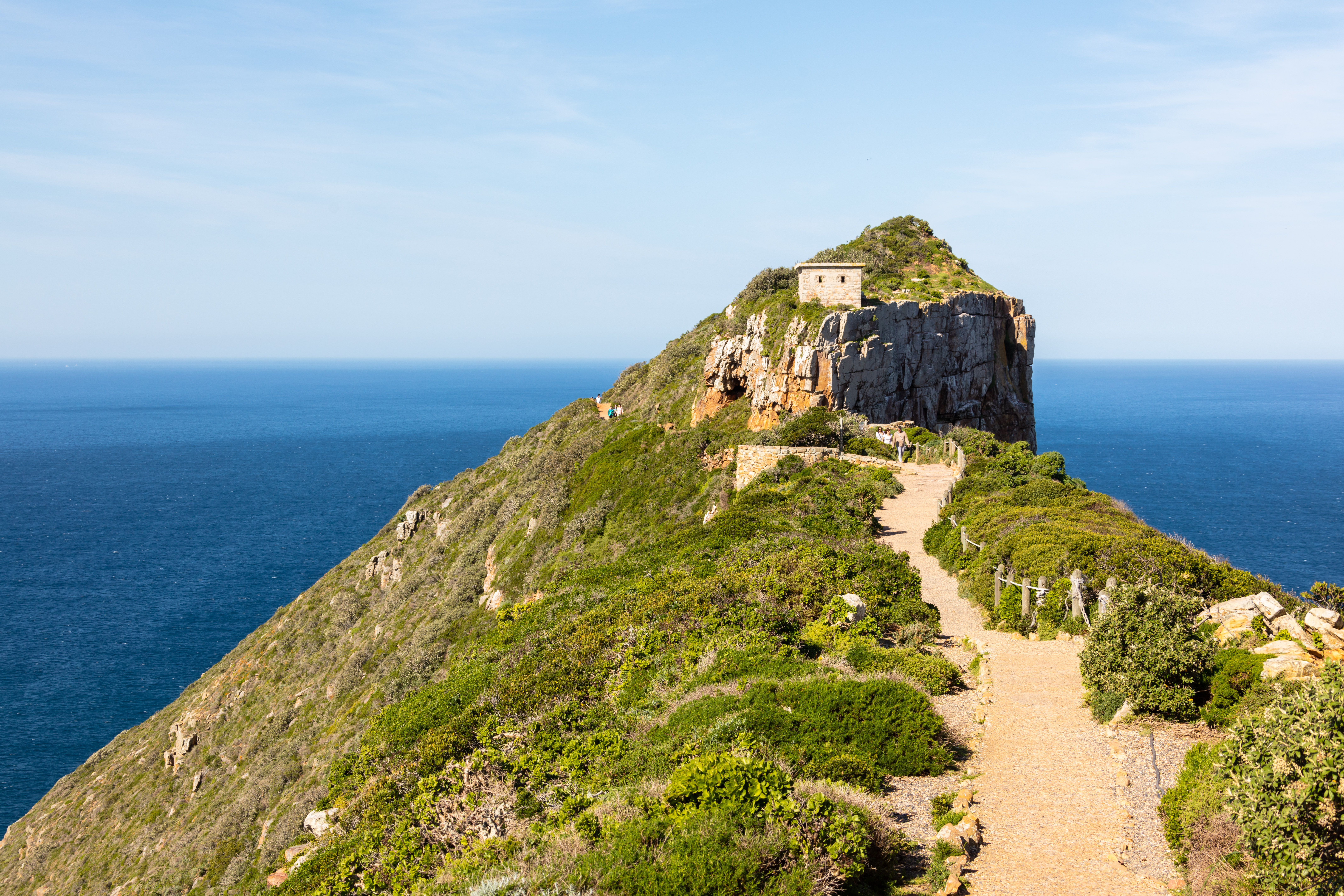
Parte superior del cabo.
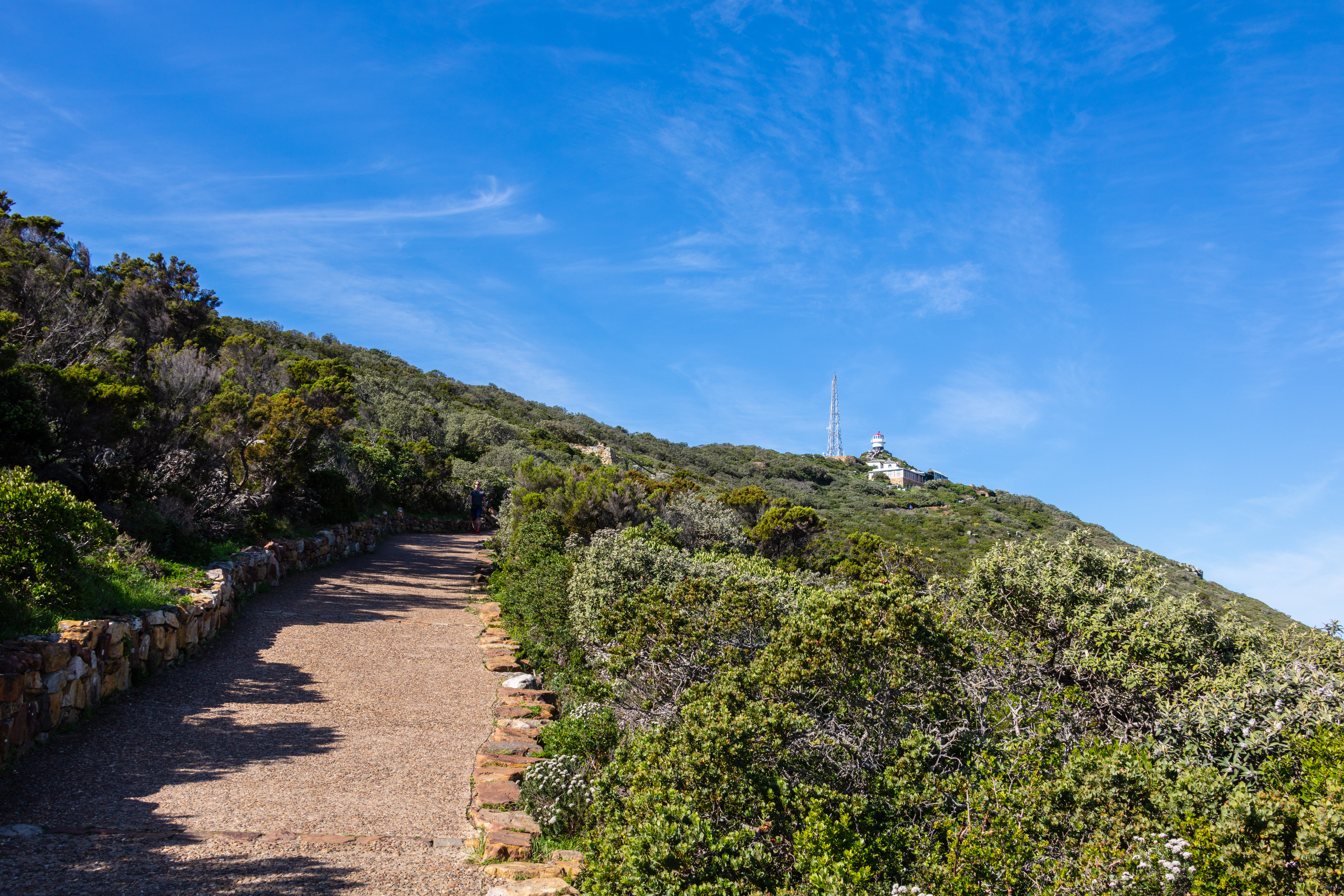
Antiguo faro en Cape Point.
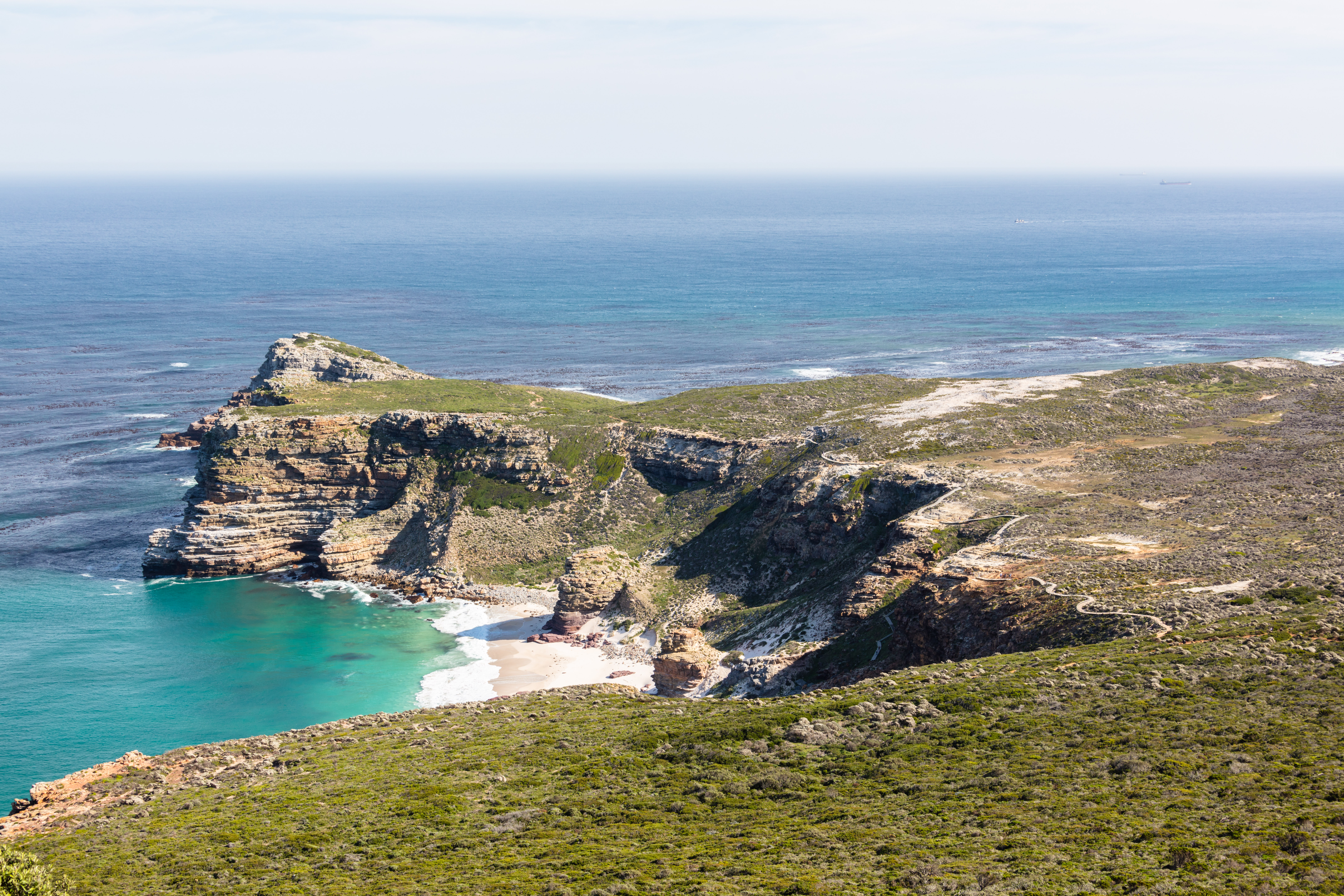
Playa Dias, Cape Point.
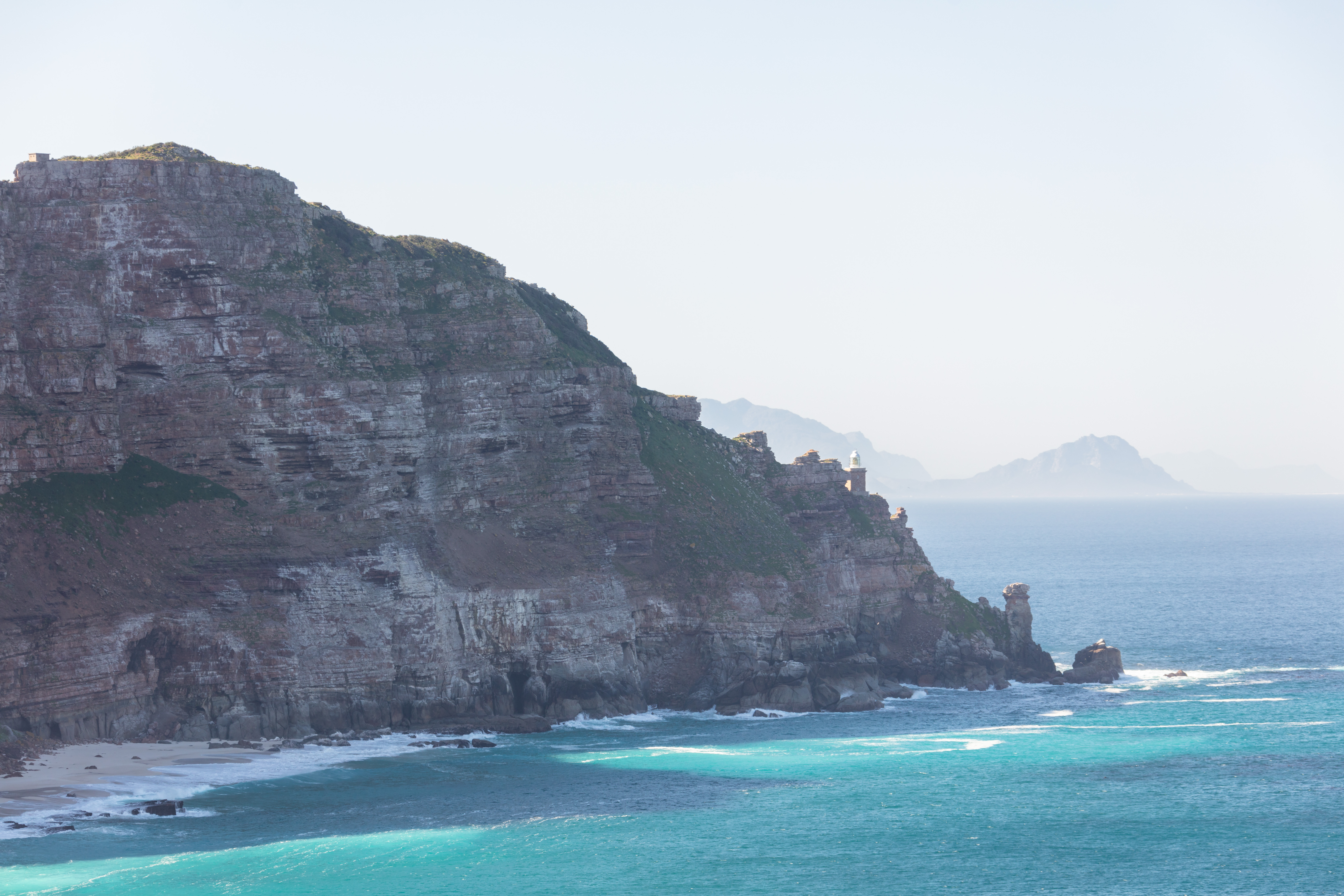
Vista de Cape Point desde el cabo de Buena Esperanza.
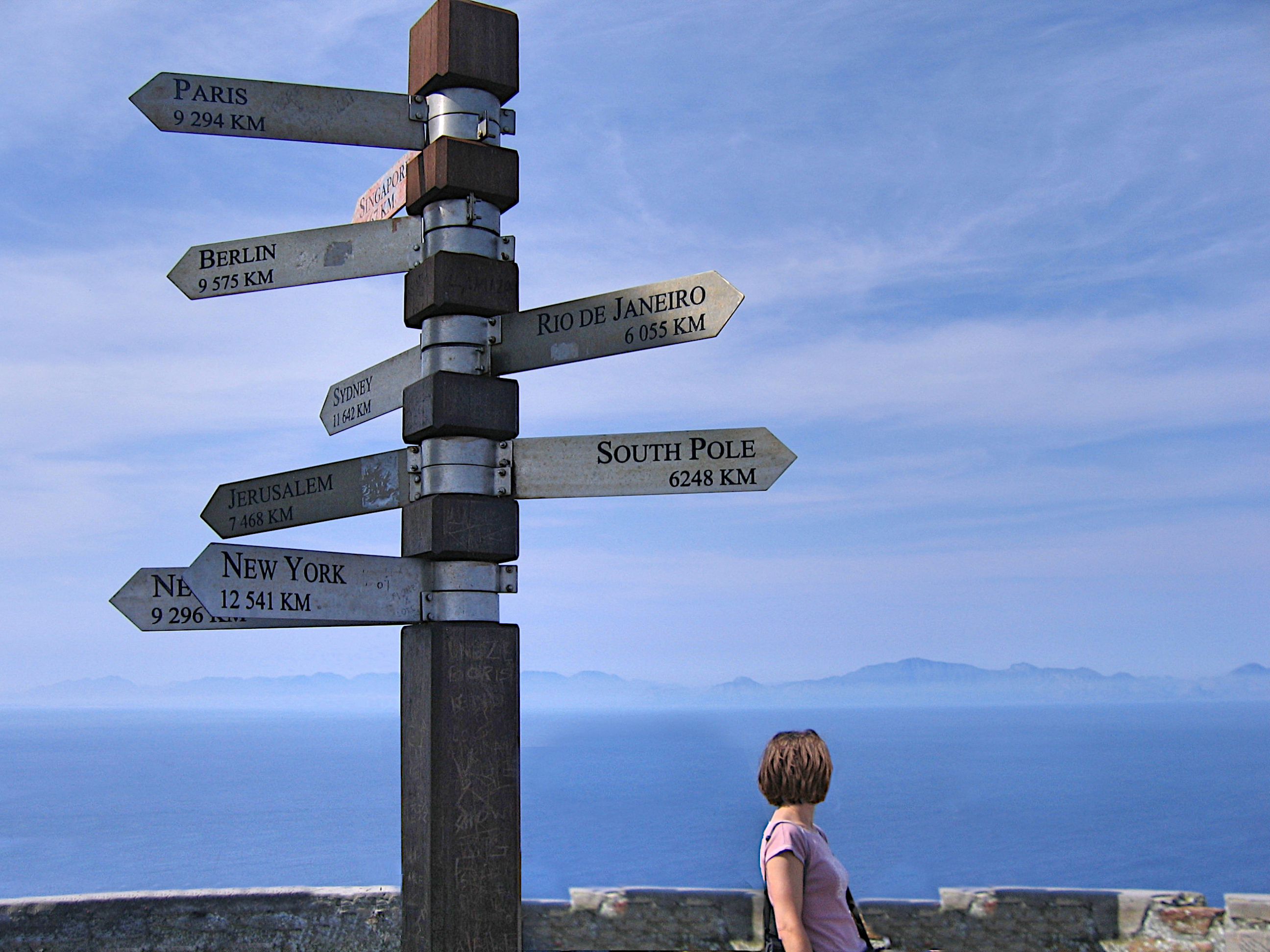
Distancias.